# گیوم یکم، شاهزاده جلیل
گیوم بوری شاهزاده جلیل و از شوالیه‌ّای قدرتمند و بزرگ در اراضی مقدس که پس از امارت ژوسلین در ادسا، به عنوان شاهزاده جلیل انتخاب شد. پس از مرگ اوستاس گرنیر، وی به عنوان نایب حکومت بالدوین در زمان اسارتش انتخاب شد.وی همچنین در جریان نبرد صور نقش پررنگی را ایفا کرد.